# Mai Hagiwara
Mai Hagiwara (萩原舞, Hagiwara Mai, Nascida em 7 de fevereiro de 1996 na prefeitura de Saitama, Japão) é uma cantora pop japonesa, atualmente membro do °C-ute e Hello! Project Kids. Ela tem uma irmã mais velha, que também participou da audição de Hello! Project com Mai, mas não passou.

## Carreira
Hagiwara juntou-se a Hello! Project em 2005 depois de passar em 2002 na Hello! Project Kids Audition. Ela é a mais nova das quinze Hello! Project Kids e é também a mais jovem membro no °C-ute. Como membro da Hello! Project, ela tem participado dos grupos 4Kids e HP All Stars. 
Hagiwara mais tarde participou do one-shot de KiraPika com Koharu Kusumi de Morning Musume. Seu único single "Hana o Pun / NS wa Futari" foi lançado em 1 de agosto de 2007.
Hagiwara atualmente tem o recorde de mais jovem participante no NHK Kouhaku Uta Gassen. Ela apareceu na edição de 2007 com a idade de 11, destronando Ai Morning Musume Kago(que já detinha o recorde de sua aparição de 2000, na idade de 12). No entanto, na edição 2008 Nozomi Ohashi cantou a música tema de Ponyo on the Cliff by the Sea aos 9 anos, quebrando o recorde Mai. Mai Hagiwara participará de Petitmoni junto com Mano Erina, que é uma cantora solo e Saki Nakajima (cantora), que também é membro do °C-ute. Juntos, as três serão a 4º geração.